# تشارلز جاكوب
تشارلز جاكوب (بالفرنسية: Charles Jacob)‏ هو جيولوجي فرنسي، ولد في 19 فبراير 1878 في أنيماس في فرنسا، وتوفي في 13 أغسطس 1962.